# 飞沫

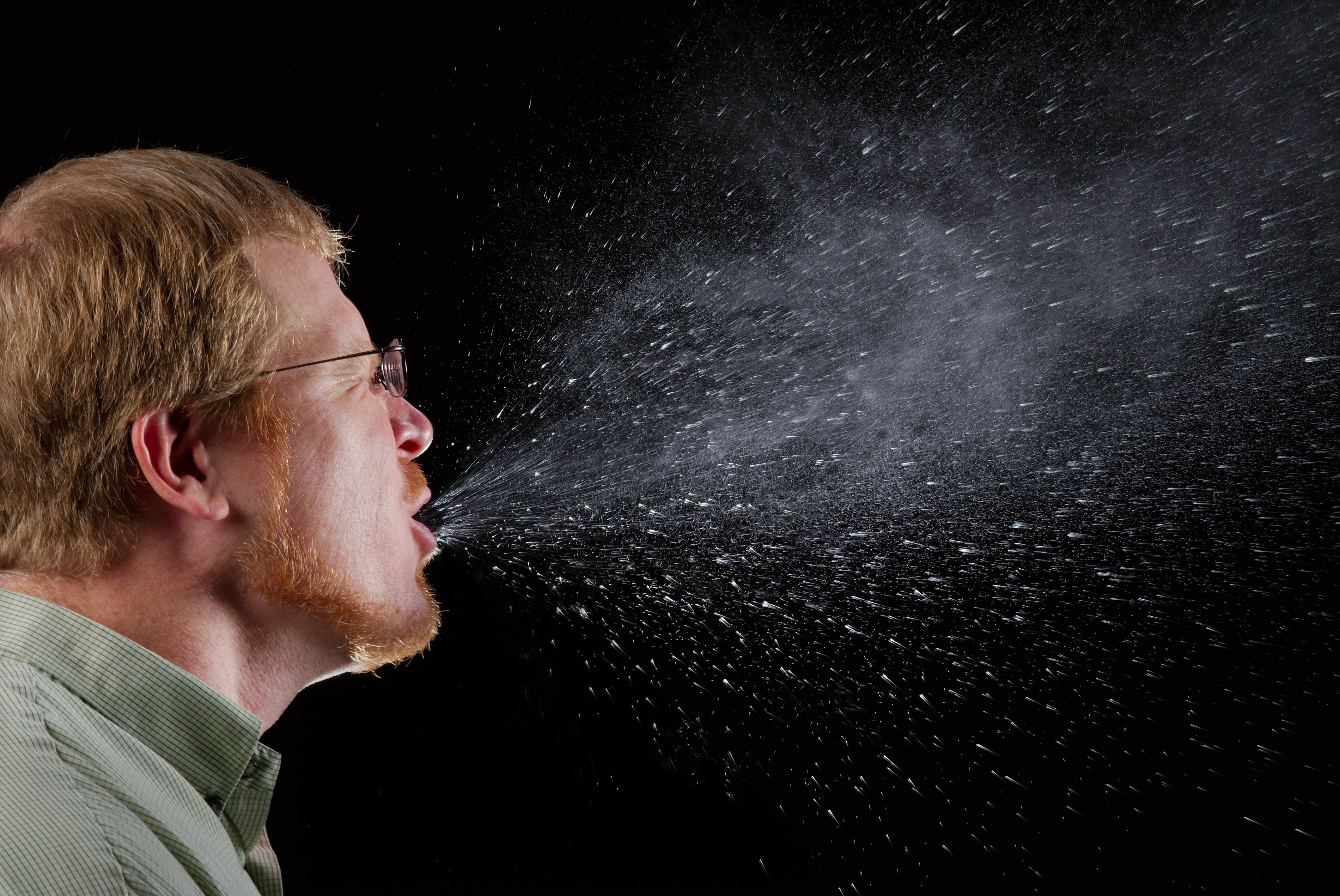
一些传染病可以通过口鼻排出的飞沫传播，如一个人打喷嚏时排出的飛沫就攜帶病菌

飞沫是指在口腔或鼻腔等地方出現的含水颗粒或小水滴、小液滴，它由唾液或粘液和来自呼吸道表面的其他物质组成。呼吸、说话、喷嚏、咳嗽或呕吐時均會产生飛沫，说话和咳嗽時会增加飞沫的数量，並且此時飛沫會從口腔或鼻腔等地方噴出。飞沫的大小从<1微米到1000微米不等，在呼吸時，每公升的氣體中约有100个飞沫。因此，对于每分钟10升的呼吸速度来说，这意味着每分钟大约存在1000个飞沫，其中绝大多数是几微米或更小的飛沫。由于这些飛沫悬浮在空气中，它们其實都算作气溶胶。然而大的飛沫（大于100微米，但取决于条件）会迅速落到地面或其他表面，因此大飛沫只是短暂的悬浮，而比100微米小得多的飛沫則会缓慢落下，因此形成的气溶胶的寿命为几分钟或更长。由于飛沫非常小，一旦进入空气中就会迅速干燥。这些飞沫可能含有传染性的细菌细胞或病毒颗粒，因此飛沫傳播是呼吸系统疾病传播的一個重要因素。